# ABC Weekend Specials
ABC Weekend Specials è una serie televisiva statunitense trasmessa sulla ABC dal 1977 al 1997.
È una serie di tipo antologico per ragazzi in cui ogni episodio rappresenta una storia a sé. Gli episodi sono storie in live action o animate di genere vario.
A partire dal 1979, la serie cominciò ad essere presentata da Michael Young, che continuò per due stagioni. Nel 1981, il ventriloquo Willie Tyler e il suo burattino Lester divennero i co-presentatori, apparendo in un segmento di apertura e in uno di chiusura dell'episodio. Nel 1984 fu il turno del personaggio animato Cap'n O. G. Readmore (protagonista anche di 5 episodi animati della serie).

## Interpreti
La serie vede la partecipazione di numerosi attori cinematografici e televisivi e doppiatori (per gli episodi animati), molti dei quali interpretarono diversi ruoli in più di un episodio.
- Frank Welker (12 episodi, 1978-1994)
- Hal Smith (8 episodi, 1982-1988)
- Janet Waldo (7 episodi, 1980-1983)
- Nancy McKeon (6 episodi, 1979-1982)
- Linda Gary (6 episodi, 1980-1994)
- Michael Rye (6 episodi, 1979-1985)
- Katie Leigh (6 episodi, 1985-1994)
- Pat Petersen (5 episodi, 1977-1982)
- John Stephenson (5 episodi, 1979-1984)
- Alan Dinehart (5 episodi, 1980-1982)
- June Foray (5 episodi, 1980-1991)
- Will Ryan (5 episodi, 1985-1991)
- Billy Jayne (4 episodi, 1978-1983)
- Alan Young (4 episodi, 1980-1984)
- Nancy Cartwright (4 episodi, 1984-1994)
- Peter Cullen (4 episodi, 1983-1989)
- Ilene Latter (4 episodi, 1985-1988)
- B.J. Ward (4 episodi, 1985-1994)
- Shane Sinutko (3 episodi, 1978-1979)
- Robbie Rist (3 episodi, 1977-1981)
- Michael Bell (3 episodi, 1978-1985)
- Frank Cady (3 episodi, 1977-1978)
- Annrae Walterhouse (3 episodi, 1978-1981)
- John Joseph Thomas (3 episodi, 1978-1980)
- Eric Taslitz (3 episodi, 1979-1982)
- Olivia Barash (3 episodi, 1978-1981)
- Owen Bush (3 episodi, 1978-1981)
- David Wiley (3 episodi, 1979-1983)
- Ray Walston (3 episodi, 1986-1991)
- Walker Edmiston (3 episodi, 1980-1988)
- Derek Wells (3 episodi, 1978-1981)
- Joan Gerber
- Lucille Bliss
- Stan Jones
- Neil Ross (3 episodi, 1985-1988)
- Charles Adler (3 episodi, 1989-1994)
- Lauri Hendler (2 episodi, 1978-1981)
- Bryan Scott (2 episodi, 1979-1980)
- Kim Hauser (2 episodi, 1984-1985)
- Jane Withers (2 episodi, 1977-1981)
- Jack Elam (2 episodi, 1977-1979)

## Produzione
La serie fu prodotta da American Broadcasting Company

### Registi
Tra i registi sono accreditati:
- Rudy Larriva in 7 episodi (1978-1981)
- Robert Chenault in 5 episodi (1979-1983)
- Charles A. Nichols in 5 episodi (1980-1984)
- Larry Elikann in 4 episodi (1977-1983)
- Rick Reinert in 4 episodi (1985-1988)
- Stephen H. Foreman in 3 episodi (1978-1984)
- Harvey S. Laidman in 3 episodi (1978-1982)
- Arthur Lubin in 3 episodi (1978-1981)
- Dennis Donnelly in 2 episodi (1978)
- Manuel Perez in 2 episodi (1979)
- Steve Lumley in 2 episodi (1983-1984)
- Mark Cullingham in 2 episodi (1984-1985)
- Claude Kerven in 2 episodi (1985)
- Ron Underwood in 2 episodi (1986-1988)
- Marija Miletic Dail in 2 episodi (1989-1994)
- Ron Myrick in 2 episodi (1994-1995)

### Sceneggiatori
Tra gli sceneggiatori sono accreditati:
- Jim Carlson in 9 episodi (1977-1986)
- Terrence McDonnell in 9 episodi (1977-1986)
- Sheldon Stark in 8 episodi (1979-1982)
- Malcolm Marmorstein in 8 episodi (1984-1988)
- Rod Baker in 6 episodi (1979-1984)
- Glen Olson in 6 episodi (1979-1984)
- Ann Elder in 5 episodi (1978-1985)
- Barbara Brooks Wallace in 4 episodi (1978-1982)
- Cindy Leonetti in 4 episodi (1978-1981)
- Catherine Woolley in 4 episodi (1978-1981)
- Mark Evanier in 4 episodi (1979-1984)
- Bruce Harmon in 4 episodi (1983-1986)

## Distribuzione
La serie fu trasmessa negli Stati Uniti dal 10 settembre 1977 al 30 agosto 1997 sulla rete televisiva ABC.

## Episodi
| Stagione                 | Episodi | Prima TV USA |
| ------------------------ | ------- | ------------ |
| Short Story Specials     | 4       | 1977         |
| Prima stagione           | 14      | 1977–1978    |
| Seconda stagione         | 12      | 1978–1979    |
| Terza stagione           | 12      | 1979–1980    |
| Quarta stagione          | 8       | 1980–1981    |
| Quinta stagione          | 6       | 1981–1982    |
| Sesta stagione           | 9       | 1983         |
| Settima stagione         | 9       | 1984         |
| Ottava stagione          | 8       | 1984–1985    |
| Nona stagione            | 9       | 1985         |
| Decima stagione          | 9       | 1986         |
| Undicesima stagione      | 4       | 1988         |
| Dodicesima stagione      | 5       | 1988–1989    |
| Tredicesima stagione     | 3       | 1991         |
| Quattordicesima stagione | 3       | 1992         |
| Quindicesima stagione    | 8       | 1992–1993    |
| Sedicesima stagione      | 3       | 1993–1994    |
| Diciassettesima stagione | 6       | 1994–1996    |

### Altri specials
Occasionalmente, durante la fascia oraria Weekend Specials, la ABC ha mandato in onda una serie di speciali con il titolo ABC Saturday Morning Specials. Nel 1994 sono stati prodotti anche due special ABC's Wide World of Sports for Kids.